# Nötigung von Verfassungsorganen
Die Nötigung von Verfassungsorganen ist ein Straftatbestand in Deutschland, der systematisch zu den Straftaten gegen Verfassungsorgane sowie bei Wahlen und Abstimmungen gehört. Die Nötigung von Verfassungsorganen ist in § 105 StGB geregelt und zählt zu den politischen Straftaten.
Rechtswidrige Handlungen nach §§ 105, 106 StGB wurden nicht in das Netzwerkdurchsetzungsgesetz (NetzDG) aufgenommen, obwohl nach Ansicht des Bundesrates „Drohungen gegen Verfassungsorgane und ihre Mitglieder, gegen Wahlen als zentralem Merkmal unseres demokratischen Gemeinwesens oder gegen die an ihnen teilnehmenden Wähler eine nicht seltene Erscheinungsform von Hassreden in sozialen Netzwerken sind“. Sie unterfallen daher nicht der Berichts- und Sperrverpflichtung der Netzanbieter.

## Tatbestand
Der Wortlaut von § 105 StGB lautet:
1. ein Gesetzgebungsorgan des Bundes oder eines Landes oder einen seiner Ausschüsse,
2. die Bundesversammlung oder einen ihrer Ausschüsse oder
3. die Regierung oder das Verfassungsgericht des Bundes oder eines Landes

rechtswidrig mit Gewalt oder durch Drohung mit Gewalt nötigt, ihre Befugnisse nicht oder in einem bestimmten Sinne auszuüben, wird mit Freiheitsstrafe von einem Jahr bis zu zehn Jahren bestraft.

## Bedeutung
§ 105 StGB ist nach einhelliger Meinung eine Sondervorschrift, soweit eine tatbestandliche Nötigung gegen eines der im Gesetz genannten Verfassungsorgane begangen wird. Wird die Nötigung nicht gegen das Verfassungsorgan als solches, sondern gegen ein einzelnes Mitglied eines Verfassungsorgans begangen, ist der Straftatbestand der Nötigung des Bundespräsidenten und von Mitgliedern eines Verfassungsorgans (§ 106 StGB) einschlägig.
Anders als bei der Nötigung reicht die Drohung mit einem empfindlichen Übel nicht aus, um den objektiven Tatbestand zu erfüllen. Es muss sich um eine direkte Anwendung von Gewalt bzw. um eine Drohung mit einer solcher handeln. Die (angedrohte) Gewalt muss  einen solchen Druck auf das Verfassungsorgan ausüben, dass sich dieses zu einer Kapitulation vor den Forderungen des Täters gezwungen sieht, um schwerwiegende Schäden für das Gemeinwohl oder einzelne Bürger anzuwenden. Sinngemäß muss es sich um Gewalt handeln, die auch geeignet wäre, den Tatbestand des Hochverrats zu erfüllen. § 105 StGB entfaltet, soweit er einschlägig ist, Sperrwirkung gegenüber dem allgemeinen Nötigungsparagraphen des § 240 StGB, sodass bei Nichterfüllung des objektiven Tatbestandes des § 105 StGB ein Rückgriff auf § 240 StGB nicht in Betracht kommt. Möglich ist jedoch eine Strafbarkeit wegen Landfriedensbruch.
Aufgrund der Strafandrohung von mindestens einem Jahr ist die Nötigung von Verfassungsorganen ein Verbrechen.
Gemäß § 120 Abs. 1 Nr. 5 GVG sind erstinstanzlich die Oberlandesgerichte zuständig.
Um die Nötigung eines der genannten Verfassungsorgane bereits im Vorfeld zu verhindern, gibt es im Gesetz über befriedete Bezirke für Verfassungsorgane des Bundes und entsprechenden landesrechtlichen Regelungen mancher Bundesländer eine Bannmeilenregelung. Innerhalb des umfriedeten Bezirks sind öffentliche Versammlungen unzulässig.